# Зузанне Мюллер
Зузанне Мюллер (нім. Susanne Müller, 12 травня 1972) — німецька хокеїстка на траві.
Срібна призерка Олімпійських Ігор 1992 року.
Срібна призерка Трофею чемпіонів 1991, 1997 років, бронзова призерка 1993 року.